# Minúscula 11
Minúscula 11 (en la numeración Gregory-Aland), ε 297 (Soden) es un manuscrito griego en minúsculas del Nuevo Testamento en dos pequeños volúmenes. El primer volumen tiene 230 hojas, el segundo volumen tiene 274 hojas de pergamino (16.2 cm por 9.3 cm). Es datado paleográficamente en el siglo XIV.

## Descripción
El códice contiene el texto completo de los cuatro Evangelios. El texto está escrito en una columna por página, 16 líneas por página, en letras ordenadas.
El texto de los Evangelios está dividido de acuerdo a los κεφαλαια (capítulos), cuyos números se colocan en el margen, y sus τιτλοι (títulos) en la parte superior de las páginas. También hay otra división de acuerdo a las más cortas Secciones Amonianas (en Marcos, 233 secciones; la última en 16:7), cuyos números se colocan en el margen, con referencias a los Cánones de Eusebio (escritos después de los números de las Secciones Amonianas).
Contiene las tablas de los Cánones de Eusebio, colocadas antes de cada Evangelio, y los retratos de los evangelistas.

## Texto
El texto griego del códice es un representante del tipo textual bizantino, pero con algunas lecturas alejandrinas. Kurt Aland lo colocó en la Categoría V.
Según el Perfil del Método de Claremont representa a la familia textual Πb en Lucas 1, y a Kx en Lucas 10 y Lucas 20.

## Historia
El manuscrito fue fechado por C. R. Gregory en el siglo XII. Actualmente está datado por el INTF en el siglo XIV.
Estuvo en manos privadas, y perteneció al arzobispo de Reims Le Tellier (1671-1710), como los códices 10, 13.
Fue utilizado por Kuster en su edición del Nuevo Testamento griego (como París 4). El manuscrito fue examinado por Scholz. Fue examinado y descrito por Paulin Martin. C. R. Gregory vio el manuscrito en 1885.
El códice ahora se encuentra en la Bibliothèque nationale de France (Gr. 121.122) en París.

## Lectura adicional
- Gregory, Caspar René (1900). Textkritik des Neuen Testamentes 1. Leipzig: J.C. Hinrichs’sche Buchhandlung. p. 130.

- Datos: Q6869811